# Scottish Premier League 2003-2004
La Scottish Premier League 2003-2004 (denominata per ragioni di sponsorizzazione Bank of Scotland Scottish Premier League) è stata la 107ª edizione della massima serie del campionato scozzese di calcio, disputato tra il 9 agosto 2003 e il 16 maggio 2004 e concluso con la vittoria del Celtic, al suo trentanovesimo titolo.
Capocannoniere del torneo è stato Henrik Larsson (Celtic) con 30 reti.

## Stagione

### Novità
Il Falkirk, trionfatore della Scottish First Division 2002-2003, non ottenne la licenza per giocare in Premier League pertanto fu ripescato l'ultimo classificato della scorsa stagione, il Motherwell.

### Formula
La stagione era divisa in due fasi: nella prima fase le dodici squadre partecipanti si incontrarono tra di loro per tre volte, per un totale di 33 incontri per squadra. Nella seconda fase venivano disputate le poule per il titolo e quelle per la retrocessione: alla poule per il titolo partecipavano le prime sei classificate, alla poule retrocessione le ultime sei; veniva conservato il punteggio della prima fase; in questa seconda fase le sei squadre di ogni girone incontrarono le altre in gare di sola andata per un totale di cinque ulteriori incontri.
Al termine della stagione la squadra ultima classificata retrocedeva.

## Squadre partecipanti
| Club            | Stagione | Città       | Stadio             | Stagione precedente                             |
| --------------- | -------- | ----------- | ------------------ | ----------------------------------------------- |
| Aberdeen        | dettagli | Aberdeen    | Pittodrie Stadium  | 8º posto in Scottish Premier League             |
| Celtic          | dettagli | Glasgow     | Celtic Park        | 2º posto in Scottish Premier League             |
| Dundee          | dettagli | Dundee      | Dens Park          | 6º posto in Scottish Premier League             |
| Dundee Utd      | dettagli | Dundee      | Tannadice Park     | 11º posto in Scottish Premier League            |
| Dunfermline     | dettagli | Dunfermline | East End Park      | 5º posto in Scottish Premier League             |
| Hearts          | dettagli | Edimburgo   | Tynecastle Stadium | 3º posto in Scottish Premier League             |
| Hibernian       | dettagli | Edimburgo   | Easter Road        | 7º posto in Scottish Premier League             |
| Kilmarnock      | dettagli | Kilmarnock  | Rugby Park         | 4º posto in Scottish Premier League             |
| Livingston      | dettagli | Livingston  | Almondvale Stadium | 9º posto in Scottish Premier League             |
| Motherwell      | dettagli | Motherwell  | Fir Park           | 12º posto in Scottish Premier League, ripescato |
| Partick Thistle | dettagli | Glasgow     | Firhill Stadium    | 10º posto in Scottish Premier League            |
| Rangers         | dettagli | Glasgow     | Ibrox Stadium      | 1º posto in Scottish Premier League             |

## Stagione regolare

### Classifica finale
Fonte:
|  | Pos. | Squadra         | Pt | G  | V  | N  | P  | GF | GS | DR  |
|  | ---- | --------------- | -- | -- | -- | -- | -- | -- | -- | --- |
|  | 1.   | Celtic          | 90 | 33 | 29 | 3  | 1  | 99 | 20 | +79 |
|  | 2.   | Rangers         | 74 | 33 | 23 | 5  | 5  | 66 | 26 | +40 |
|  | 3.   | Hearts          | 55 | 33 | 15 | 10 | 8  | 47 | 36 | +11 |
|  | 4.   | Dunfermline     | 47 | 33 | 12 | 11 | 10 | 35 | 43 | -8  |
|  | 5.   | Motherwell      | 45 | 33 | 12 | 9  | 12 | 39 | 37 | +2  |
|  | 6.   | Dundee Utd      | 42 | 33 | 11 | 9  | 13 | 39 | 51 | -12 |
|  | 7.   | Hibernian       | 38 | 33 | 9  | 11 | 13 | 37 | 52 | -15 |
|  | 8.   | Livingston      | 36 | 33 | 8  | 12 | 13 | 38 | 48 | -10 |
|  | 9.   | Dundee          | 34 | 33 | 8  | 10 | 15 | 41 | 55 | -14 |
|  | 10.  | Aberdeen        | 34 | 33 | 9  | 7  | 17 | 38 | 52 | -14 |
|  | 11.  | Kilmarnock      | 32 | 33 | 9  | 5  | 19 | 39 | 68 | -29 |
|  | 12.  | Partick Thistle | 18 | 33 | 4  | 6  | 23 | 31 | 61 | -30 |

Legenda:
      Ammesse alla poule per il titolo
      Ammesse alla poule salvezza
Regolamento:
Tre punti a vittoria, uno a pareggio, zero a sconfitta.
A parità di punti, le posizioni in classifica venivano determinate sulla base della differenza reti.

## Poule per il titolo/salvezza

### Classifica finale
Fonte:
|       | Pos. | Squadra         | Pt | G  | V  | N  | P  | GF  | GS | DR  |
| ----- | ---- | --------------- | -- | -- | -- | -- | -- | --- | -- | --- |
|       | 1.   | Celtic          | 98 | 38 | 31 | 5  | 2  | 105 | 25 | +80 |
|       | 2.   | Rangers         | 81 | 38 | 25 | 6  | 7  | 76  | 33 | +43 |
|       | 3.   | Hearts          | 68 | 38 | 19 | 11 | 8  | 56  | 40 | +16 |
| [ 4 ] | 4.   | Dunfermline     | 53 | 38 | 14 | 11 | 13 | 45  | 52 | -7  |
|       | 5.   | Dundee Utd      | 49 | 38 | 13 | 10 | 15 | 47  | 60 | -13 |
|       | 6.   | Motherwell      | 46 | 38 | 12 | 10 | 16 | 42  | 49 | -7  |
|       |      |                 |    |    |    |    |    |     |    |     |
|       | 7.   | Dundee          | 46 | 38 | 12 | 10 | 16 | 48  | 57 | -9  |
|       | 8.   | Hibernian       | 44 | 38 | 11 | 11 | 16 | 41  | 60 | -19 |
|       | 9.   | Livingston      | 43 | 38 | 10 | 13 | 15 | 48  | 57 | -9  |
|       | 10.  | Kilmarnock      | 42 | 38 | 12 | 6  | 20 | 51  | 74 | -23 |
|       | 11.  | Aberdeen        | 34 | 38 | 9  | 7  | 22 | 39  | 63 | -24 |
|       | 12.  | Partick Thistle | 26 | 38 | 6  | 8  | 24 | 39  | 67 | -28 |

Legenda:
      Campione di Scozia e qualificata ai gironi della UEFA Champions League 2004-2005.
      Qualificata al terzo turno preliminare della UEFA Champions League 2004-2005.
      Qualificata alla Coppa UEFA 2004-2005.
      Qualificata al secondo turno di Coppa Intertoto UEFA 2004.
      Retrocessa in Scottish First Division 2003-2004.
Regolamento:
Tre punti a vittoria, uno a pareggio, zero a sconfitta.
A parità di punti, le posizioni in classifica venivano determinate sulla base della differenza reti.

## Statistiche

### Squadre

#### Capoliste solitarie
|    | —— | ——      | ——      | ——      | ——      | ——      | ——     | ——     | ——     | ——     | ——     | ——     | ——     | ——     | ——     | ——     | ——     | ——     | ——     | ——     | ——     | ——     | ——     | ——     | ——     | ——     | ——     | ——     | ——     | ——     | ——     | ——     | ——     | ——     | ——     | ——     | ——     | —— |  |
|    |    | Rangers | Rangers | Rangers | Rangers | Rangers | Celtic | Celtic | Celtic | Celtic | Celtic | Celtic | Celtic | Celtic | Celtic | Celtic | Celtic | Celtic | Celtic | Celtic | Celtic | Celtic | Celtic | Celtic | Celtic | Celtic | Celtic | Celtic | Celtic | Celtic | Celtic | Celtic | Celtic | Celtic | Celtic | Celtic | Celtic |    |  |
|    |    |         |         |         |         |         |        |        |        |        |        |        |        |        |        |        |        |        |        |        |        |        |        |        |        |        |        |        |        |        |        |        |        |        |        |        |        |    |  |
|    |    |         |         |         |         |         |        |        |        |        |        |        |        |        |        |        |        |        |        |        |        |        |        |        |        |        |        |        |        |        |        |        |        |        |        |        |        |    |  |
| 1ª | 2ª | 3ª      | 4ª      | 5ª      | 6ª      | 7ª      | 8ª     | 9ª     | 10ª    | 11ª    | 12ª    | 13ª    | 14ª    | 15ª    | 16ª    | 17ª    | 18ª    | 19ª    | 20ª    | 21ª    | 22ª    | 23ª    | 24ª    | 25ª    | 26ª    | 27ª    | 28ª    | 29ª    | 30ª    | 31ª    | 32ª    | 33ª    | 34ª    | 35ª    | 36ª    | 37ª    | 38ª    |    |  |

### Individuali

#### Classifica marcatori
Fonte:
| Gol |  |  | Giocatore              | Squadra         |
| --- |  |  | ---------------------- | --------------- |
| 30  |  |  | Henrik Larsson         | Celtic          |
| 19  |  |  | Christopher Roy Sutton | Celtic          |
| 19  |  |  | Nacho Novo             | Dundee          |
| 15  |  |  | Derek Riordan          | Hibernian       |
| 15  |  |  | Kris Boyd              | Kilmarnock      |
| 15  |  |  | James Grady            | Partick Thistle |
| 13  |  |  | Stevie Crawford        | Dunfermline     |
| 13  |  |  | Mark De Vries          | Hearts          |
| 12  |  |  | Derek Lilley           | Livingston      |
| 12  |  |  | Shota Arveladze        | Rangers         |
| 11  |  |  | David Clarkson         | Motherwell      |
| 11  |  |  | Alan Thompson          | Celtic          |

#### Giocatore del mese
Di seguito i vincitori.
| Mese      | Giocatore              | Squadra              |
| --------- | ---------------------- | -------------------- |
| Agosto    | Michael Ball           | Rangers              |
| Settembre | Shota Arveladze        | Rangers              |
| Ottobre   | Roddy McKenzie         | Livingston           |
| Novembre  | Christopher Roy Sutton | Celtic               |
| Dicembre  | Craig Brewster         | Dunfermline Athletic |
| Gennaio   | Stilijan Petrov        | Celtic               |
| Febbraio  | Steven Pressley        | Hearts               |
| Marzo     | Neil Lennon            | Celtic               |
| Aprile    | Barry Nicholson        | Dunfermline Athletic |

### Media spettatori
Fonte:
| Club            | Pos. | Media  |
| --------------- | ---- | ------ |
| Celtic          | 1    | 57 657 |
| Rangers         | 2    | 48 992 |
| Hearts          | 3    | 11 947 |
| Aberdeen        | 4    | 10 389 |
| Hibernian       | 5    | 9 137  |
| Dundee Utd      | 6    | 7 785  |
| Dundee          | 7    | 7 089  |
| Kilmarnock      | 8    | 6 966  |
| Dunfermline     | 9    | 6 235  |
| Motherwell      | 10   | 6 225  |
| Livingston      | 11   | 5 116  |
| Partick Thistle | 12   | 4 710  |